# Jeremy Guthrie
Jeremy Shane Guthrie (né le 8 avril 1979 à Roseburg, Oregon, États-Unis) est un lanceur droitier des Rangers du Texas de la Ligue majeure de baseball. 
Il est présentement agent libre après avoir fait partie de l'équipe des Royals de Kansas City championne de la Série mondiale 2015.  

## Carrière

### Carrière scolaire et universitaire
Jeremy Guthrie grandit à Roseburg (Oregon), où il est né, puis à Ashland (Oregon) à partir de l'âge de 12 ans. Il fréquente l'école secondaire l'Ashland High School à Ashland (Oregon). En plus du baseball, il joue au basket-ball et au football américain (quarterback) pour les Cougars de l'université Brigham Young. Il est repêché par les Mets de New York en 1997 à la fin de ses études secondaires, mais il ne signe pas. Il passe ensuite un an à la Brigham Young University avant de partir pour deux ans en mission en Espagne pour les Mormons. Durant cette période, il abandonne la pratique sportive. Il retrouve les bancs universitaires et les terrains de sport à partir de l'automne 2000 à Stanford. 
Il est repêché une deuxième fois en juin 2001 par les Pirates de Pittsburgh, mais refuse de signer. Il rejoint finalement les rangs professionnels après la draft de juin 2002 où il est sélectionné par les Indians de Cleveland au premier tour (22e choix). Il perçoit un bonus de deux millions dollars à la signature de son premier contrat professionnel le 3 octobre 2002.

### Carrière professionnelle

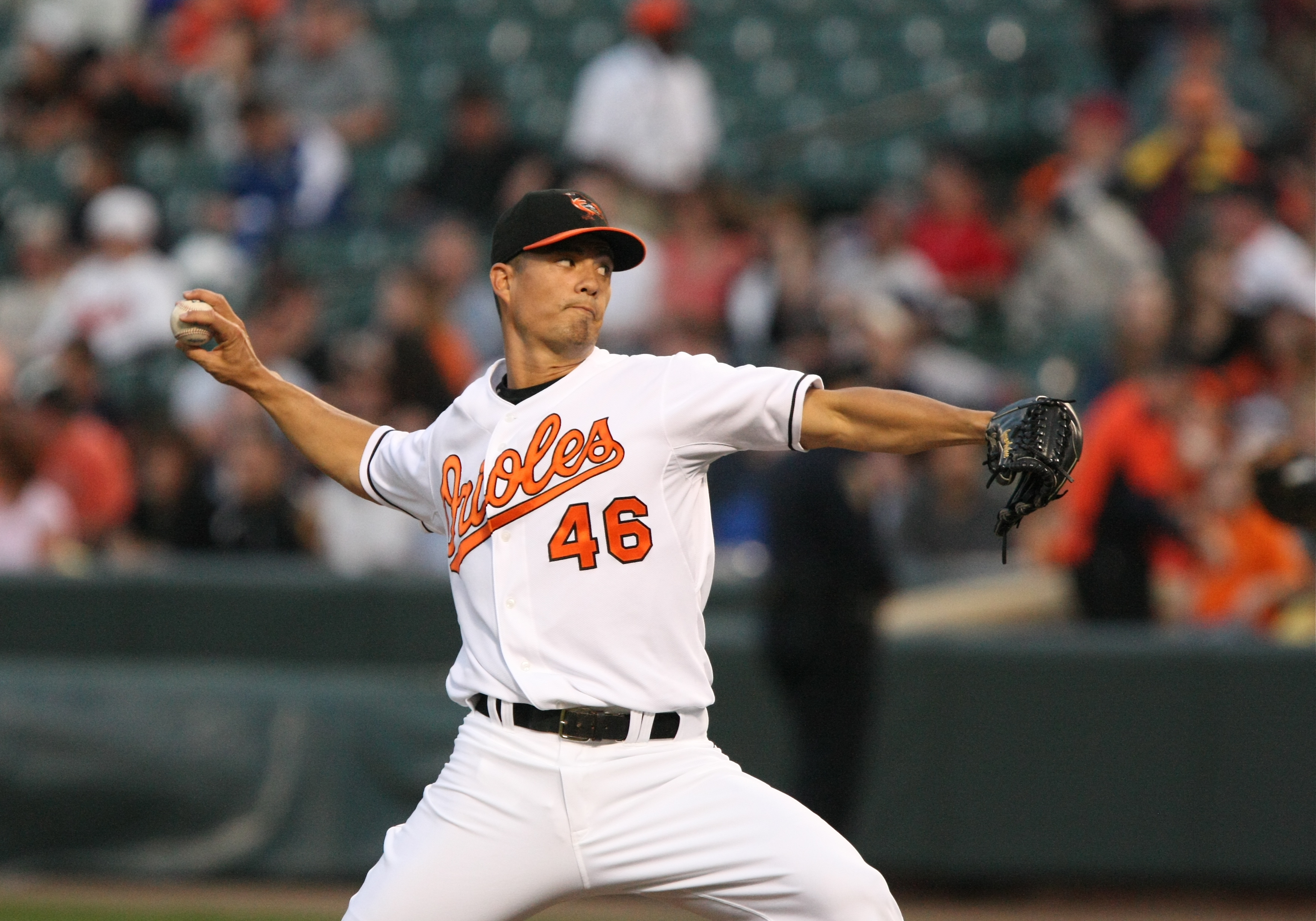
Jeremy Guthrie en 2008 avec les Orioles de Baltimore.

Guthrie passe deux saisons en Ligues mineures avant d'effectuer ses débuts en Ligue majeure le 28 août 2004 avec les Indians.
Il est transféré aux Orioles de Baltimore le 29 janvier 2007 via un ballottage. Il joue cinq saisons à Baltimore et remporte 10 victoires ou plus lors de trois saisons consécutives : 10 en 2008 et 2009 et 11 en 2010. Cependant, pour une équipe qui termine chaque fois en dernière place de sa division, Guthrie mène le baseball majeur avec 17 défaites lors des saisons 2009 et 2011.
En mars 2009, il est membre de l'équipe des États-Unis demi-finaliste de la Classique mondiale de baseball.
Le 6 février 2012, les Orioles échangent Guthrie aux Rockies du Colorado contre les lanceurs Jason Hammel et Matt Lindstrom. 
La saison 2012 des Rockies est difficile, et les performances de Guthrie sont de la même veine : après 19 matchs, dont 15 départs, sa moyenne de points mérités s'élève à 6,35 en 90 manches et deux tiers lancées. Il n'a que 3 victoires contre 9 défaites et est le lanceur de la Ligue nationale qui a, à ce moment, accordé le plus de coups de circuit aux frappeurs adverses : 21 en tout, dont 14 alloués au Coors Field de Denver, stade réputé favorable aux cogneurs de longues balles. 

### Royals de Kansas City
Le 20 juillet 2012, les Rockies échangent Guthrie aux Royals de Kansas City contre un autre lanceur en difficulté, le gaucher Jonathan Sánchez. Guthrie se ressaisit et connaît une bonne deuxième moitié de saison avec les Royals, affichant une moyenne de points mérités de 3,16 en 91 manches au monticule. Sa fiche est de cinq victoires et trois défaites en 14 départs. Au total en 2012 pour Colorado et Kansas City, Guthrie a une fiche de 8-12 et une moyenne de 4,76 en 181 manches et deux tiers lancées.
Le 20 novembre 2012, il signe un contrat de trois saisons avec les Royals. Il est le meneur des Royals pour les victoires en 2013 avec 15, malgré 12 défaites en 33 départs. Sa moyenne de points mérités s'élève à 4,04 en 211 manches et deux tiers au monticule. 

#### Saison 2014
En 2014, il abat une fois de plus beaucoup de travail au monticule alors qu'il lance 202 manches et deux tiers en 32 départs. Sa fiche est de 13 gains et 11 revers avec une moyenne de points mérités de 4,13. Il mène la Ligue américaine avec 14 frappeurs atteints cette année-là, le même nombre que Bud Norris de Baltimore et R. A. Dickey de Toronto.
Le 29 octobre 2014, Guthrie est le lanceur partant des Royals lors du 7e et ultime match de la Série mondiale 2014. Guthrie, 35 ans, est opposé à Tim Hudson, 39 ans, des Giants de San Francisco. Jamais dans l'histoire deux lanceurs partants aussi âgés n'ont amorcé un 7e match de Série mondiale. La soirée des deux hommes sera conclue très rapidement. Hudson et Guthrie égalent le record pour un match numéro 7 de Série mondiale, établi en 1947 par Hal Gregg des Dodgers de Brooklyn et Spec Shea des Yankees de New York, en ne réussissant à eux deux que 15 retraits avant d'être remplacés. Les Giants gagneront ultimement ce match, sans que la performance de Guthrie ou de Hudson ne porte à grande conséquence dans le résultat final.

#### Saison 2015
En 2015, Guthrie amorce 24 matchs et effectue 6 présences en relève pour Kansas City durant la saison régulière. En 148 manches et un tiers, sa moyenne de points mérités de 5,95 est sa plus élevée en carrière, et il est le lanceur de la Ligue américaine qui accorde cette année-là le plus grand nombre de coups de circuit (29). 
Guthrie est un champion de la Série mondiale 2015 avec les Royals, même s'il n'apparaît pas dans les séries éliminatoires. Les Royals laissent leur vétéran lanceur devenir agent libre après la conquête du titre.

### Rangers du Texas
Le 21 février 2016, Guthrie signe un contrat des ligues mineures avec les Rangers du Texas.

## Vie personnelle
La mère de Jeremy Guthrie, Clarice, est une Nippo-Américaine. Guthrie ne parle pas le japonais mais s'exprime en revanche couramment en espagnol, une langue qu'il a apprise durant son séjour de deux ans en Espagne, entre l'âge de 19 et 21 ans, pour une mission de l'Église de Jésus-Christ des saints des derniers jours, dont il fait partie. Chez les Royals de Kansas City, Guthrie a servi d'interprète à son coéquipier Yordano Ventura, dont la langue maternelle est l'espagnol mais qui avait de la difficulté à s'exprimer en anglais. 
Guthrie est depuis l'enfance un collectionneur de chaussures de sport, une communauté à laquelle on réfère sous le nom de Sneakerheads (littéralement « têtes de chaussures »). Il apparaît d'ailleurs dans le documentaire Sneakerheadz, paru en 2015 et traitant de cette communauté. En 2015, Guthrie estimait la valeur de sa collection de quelque 500 paires de chaussures à un demi-million de dollars.

## Statistiques
| Saison | Équipe    | G   | GS  | CG | SHO | V  | D  | SV | IP    | SO  | ERA  |
| ------ | --------- | --- | --- | -- | --- | -- | -- | -- | ----- | --- | ---- |
| 2004   | Cleveland | 6   | 0   | 0  | 0   | 0  | 0  | 0  | 11.2  | 7   | 4,63 |
| 2005   | Cleveland | 1   | 0   | 0  | 0   | 0  | 0  | 0  | 6.0   | 3   | 6,00 |
| 2006   | Cleveland | 9   | 1   | 0  | 0   | 0  | 0  | 0  | 19.1  | 14  | 6,98 |
| 2007   | Baltimore | 32  | 26  | 0  | 0   | 7  | 5  | 0  | 175.1 | 123 | 3,70 |
| 2008   | Baltimore | 30  | 30  | 1  | 0   | 10 | 12 | 0  | 190.2 | 120 | 3,63 |
| 2009   | Baltimore | 32  | 32  | 0  | 0   | 10 | 17 | 0  | 200.0 | 110 | 5,04 |
| 2010   | Baltimore | 33  | 33  | 1  | 0   | 11 | 14 | 0  | 209.1 | 119 | 3,83 |
| Totaux | Totaux    | 143 | 122 | 2  | 0   | 38 | 48 | 0  | 812.1 | 496 | 4,15 |

Note : G = Matches joués ; GS = Matches comme lanceur partant ; CG = Matches complets ; SHO = Blanchissages ; 
V = Victoires ; D = Défaites ; SV = Sauvetages ; IP = Manches lancées ; SO = Retraits sur des prises ; ERA = Moyenne de points mérités.